# Arthrocnodax
Arthrocnodax is een muggengeslacht uit de familie van de galmuggen (Cecidomyiidae).

## Soorten
- A. americana (Felt, 1911)
- A. annulata (Felt, 1907)
- A. coryligallarum (Targioni-Tozetti, 1887)
- A. erianeus (Bremi, 1847)
- A. fagi Kieffer, 1901
- A. fraxinellus (Meade, 1888)
- A. gemmarum Kieffer, 1895
- A. incanus (Rübsaamen, 1890)
- A. jaapi Rübsaamen, 1921
- A. mali Kieffer, 1926
- A. meridionalis Felt, 1912
- A. minutus (Winnertz, 1853)
- A. peregrinus (Winnertz, 1853)
- A. rhoina Felt, 1908
- A. tanaceti Kieffer, 1925
- A. vitis Rübsaamen, 1895
- A. wissmanni Kieffer, 1924